# Anders Danneskiold Lassen
Anders Aage Schau Danneskiold Lassen er en dansk godsejer, bror til Christian Danneskiold Lassen.
Han er søn af kammerherre, hofjægermester Frants Axel Lassen til Brattingsborg og Holmegaard og Elisabeth Lassen, født komtesse Danneskiold-Samsøe. Lassen ejer Brattingsborg, er hofjægermester og blev kammerherre i 2011. Han er medlem af Vildtforvaltningsrådet.